# Chin Peng
Chin Peng   (Perak, 22 d'octubre de 1924 - Bangkok, 16 de setembre de 2013) va ser un polític malaisi i líder del Partit Comunista de Malàisia (PCM). Va viure exiliat des del 1960 fins a la seva mort el 2013.

## Biografia
Chin Peng va néixer el 1924, amb el nom d'Ong Boon Hwa, al si d'una família hokchia, una ètnia originària de la província xinesa de Fujian present també a Malàisia, a la petita ciutat portuària de Sitiawan, a l'estat de Perak. El seu pare havia arribat a la ciutat el 1920 i va establir-hi un negoci de bicicletes, llantes i recanvis de motor. Chin va estudiar en una escola xinesa a Sitiawan. El 1937 es va unir a una organització creada aquell any per enviar ajuda a la Xina contra la invasió japonesa, i va ser el responsable de les activitats antijaponeses a la seva escola.
Al principi era adepte de Sun Yat-sen, i cap a 1939 va abraçar el comunisme. Tenia planejat anar a la ciutat de Yan'an, llavors bastió comunista de la Xina on s'aquarteraven les forces dirigides per Mao Zedong, però va ser persuadit de quedar-se a Malàisia per assumir majors responsabilitats dins del partit nacional.
L'assetjament de les autoritats colonials britàniques el va obligar a abandonar la seva ciutat natal per anar a Kuala Kangsar el juliol del 1940. Després va viure un mes a Taiping. El setembre del 1940 el PCM el va situar a Ipoh com a membre del comitè de Perak. Allí va dirigir reunions estudiantils clandestines i organitzacions sindicals.
Va adquirir fama durant la Segona Guerra Mundial quan molts xinesos de Malàisia es van establir a la jungla per a formar una guerrilla contra l'exèrcit japonès. Aquests guerrillers, inspirats per la lluita del Partit Comunista Xinès, van passar a anomenar-se Exèrcit Anti-Japonès del Poble Malai (MPAJA).
Chin Peng va ser el contacte entre l'MPAJA i els britànics. La invasió japonesa a Malàisia va ocórrer el desembre de 1941. Al començament de 1943 els membres del comitè van ser capturats pels japonesos, restant Chin a càrrec de l'organització. Va ser llavors quan la tasca d'establir un nexe amb el comando britànic Force 136 va recaure en Chin. La primera partida d'aquesta força, dirigida pel capità John Davis i cinc agents xinesos, va arribar a Malàisia en submarí el 24 de maig del 1943. Chin hi va contactar el 30 de setembre de 1943. El 1946 Chin va rebre l'Ordre de l'Imperi Britànic (que més tard li va ser revocada), dues medalles a la batalla i una menció.
En acabar la guerra es va convertir en el líder de la insurgència del PCM. Va fugir al sud de Tailàndia amb els romanents de les seves forces durant l'última part de la lluita, a causa de la pressió de les forces de seguretat i, al final de 1960, es va traslladar a Pequín.
Anticolonialista ferm, es va oposar al domini colonial britànic mantenint la lluita armada contra l'exèrcit britànic des de 1948, i va continuar la lluita, fins 3 anys després que Malàisia arribés a la independència el 1957, per a instaurar un sistema socialista.
La guerra civil va durar dotze anys, fins al 1960. El 1960 Chin Peng volia deixar la lluita armada, però, després de viatjar a la Xina, Deng Xiaoping li va assegurar que el sud-est asiàtic estava madur per a la revolució. El PCM va mantenir llavors una teòrica lluita armada durant dècades i va deposar les armes el 1989.
En els acords de pau que es van signar entre el PCM i els governs malaisi i tailandès el 2 de desembre de 1989, una de les condicions era que es permetés als membres del PCM tornar a Malàisia. Chin Peng va morir, però, el matí del 16 de setembre de 2013, a l'edat de 89 anys, en un hospital de Bangkok.
El 2006 el director Amir Muhammad va rodar un documental sobre la vida de Chin Peng, titulat The Last Communist, que va ser prohibit pel govern malaisi, el qual a més va impedir el seu rodatge dins del país. La pel·lícula conté entrevistes a persones dels pobles on va viure Peng des del seu naixement fins a la independència del país, i intercala peces musicals extretes de velles pel·lícules de propaganda. Va ser estrenada a la Berlinale i projectada també als festivals de Seattle, Londres, Singapur i Hong Kong.

## Obra publicada
- My Side of History (2003) ISBN 981-04-8693-6